# 遠藤要 (俳優)
遠藤 要（えんどうかなめ、1983年12月25日 - ）は、日本の元俳優。格闘家。千葉県出身。
かつてはラ・セッテ、エイベックス・マネジメント（エイベックス・ヴァンガード）に所属。事務所との契約解除後は、複数の不祥事により俳優活動は事実上休止状態となったが、2023年に格闘技デビューし、表舞台に復帰した。

## 来歴
役者を目指して19歳の時に上京。
2007年に公開された映画『クローズZERO』にてストーリーを左右する重要な役・戸梶勇次を演じ、これが本格的な映画初出演となった。
2009年3月末に、所属事務所のラ・セッテを退所。同年8月1日よりエイベックス・マネジメント（2013年10月〜2017年3月はエイベックス・ヴァンガード）に所属。
2014年に一般女性と結婚。
2015年、第1子の男児が誕生。
2017年2月10日発売の写真週刊誌『FRIDAY』にて清水良太郎とともに違法営業の遊技場で賭博を行ったと報じられた。この報道を受け、発売の前日の2月9日に所属事務所のエイベックス・ヴァンガードより遠藤の謹慎処分が発表された。同年4月11日付で謹慎処分は解除されたが、2018年3月に契約を解除された。
2018年4月13日、遠藤は飲食店で提示された飲食料金に納得が行かずアルバイト従業員として会計を担当した俳優の谷川功に因縁を付けた挙げ句、顔面を数発殴って怪我をさせ、谷川は16日に被害届を提出。のちに不起訴となった。
2019年、妻と離婚。同年、ホストクラブ経営者の今賀峻との共同YouTubeチャンネル『遠藤要と今賀峻』を開設したが、3か月ほどで更新を停止している。
事務所からの契約解除後も芸能界復帰を目指し、東京に滞在していたが、家賃の高さなどからかつて共演した俳優仲間の高岡蒼佑から移住を勧められ、知人の誘いで徳島県に移住。2021年から徳島市内でバーを経営していた。6月13日、アルバイトの男子大学生のサボり癖に腹を立てて、暴行を加え、全治1週間の怪我を負わせたとして傷害容疑で逮捕された。この事件も不起訴となった。
2022年6月に格闘技デビューしていた高岡から誘いを受け、2023年1月7日に大阪府堺市で開催の格闘技大会「競拳22」に出場。俳優で格闘家の黒石高大と2か月間のトレーニングを積み、試合当日は黒石がセコンドについた。今回の格闘技挑戦について、遠藤は、「今回の挑戦は自分への挑戦でもある一方で、 不祥事で芸能界を干された役者がひょんなことから格闘技に出会って、準備期間2か月でリングに上がるという設定の役をいただいた感覚に近い」としている。22歳のYouTuber相手に3ラウンド2分でKO負けを喫したが、大会主催者側は次回大会もオファーをかける見込みであることを明言している。
カジノで作った借金の返済のためにTikTok配信を始めた。

## 人物
- 特技はキックボクシング・バスケットボール。
- エハラマサヒロと顔が似ており、実際、間違えられることがある[17]。

## 出演

### テレビドラマ
- 警視庁捜査一課9係 Season3 第4話（2008年、テレビ朝日）
- ROOKIES 第9話・11話(最終回前半・後半) （2008年、TBS） - 上坂英心
- ヤスコとケンジ 第5話（2008年、日本テレビ） - 岩瀬
- Go Ape ゴー・エイプ（2009年、WOWOW） - 梶井
- 世にも奇妙な物語 2009秋の特別編「自殺者リサイクル法」（2009年、フジテレビ）- 自殺者
- 東京DOGS 第2話（2009年、フジテレビ）
- 結党!老人党（2010年、WOWOW）
- 卒うた 第3夜 奏（2010年、フジテレビ）
- アンタッチャブル山崎の実録 現役サラリーマン言い訳大全（2010年6月、CS放送）
- ジョーカー 許されざる捜査官 第7話（2010年、フジテレビ） - 根津忠士
- 金曜プレステージ「外科医 鳩村周五郎7」（2010年9月、フジテレビ） - 佳乃達也
- 連続テレビ小説 てっぱん（2010年10月 - 2011年3月、NHK総合[18]） - 村上欽也
- LADY〜最後の犯罪プロファイル〜 第8話（2011年2月、TBS） - 星野貴行
- 花ざかりの君たちへ〜イケメン☆パラダイス〜2011（2011年7月 - 9月、フジテレビ） - 大手町亮
- ジウ 警視庁特殊犯捜査係 第5話 - 第7話・第9話（2011年、テレビ朝日&東宝） - 竹内亮一
- 科捜研の女 第11シリーズ 第6話（2011年11月24日、テレビ朝日） - 磯村康男
- 相棒 Season 10 元日スペシャル 第10話（2012年1月1日、テレビ朝日） - 山田猛
- 月曜ゴールデン「伝説の監察医 オニグマの事件簿」（2012年3月5日、TBS） - 疋田篤志（占有屋）
- 白戸修の事件簿 第7話・8話（2012年3月9日・16日、TBS） - 岩崎大輔
- ドラゴン青年団（2012年7月 - 9月、毎日放送） - ケンジ
- 土曜ワイド劇場「デパート仕掛け人!天王寺珠美の殺人推理5」（2012年8月25日、朝日放送） - 村瀬和真
- 大奥〜誕生［有功・家光篇］（2012年10月 - 12月、TBS） - 和田正隆
- 金曜プレステージ・特別企画「悪党」（2012年11月30日、フジテレビ） - 田所健二
- ATARUスペシャル〜ニューヨークからの挑戦状!!〜（2013年1月6日、TBS） - 塚原治
- ミエリーノ柏木 第3話（2013年1月25日、テレビ東京） - 玉木修
- ビブリア古書堂の事件手帖（2013年1月28日、フジテレビ） - 内山
- 福岡恋愛白書8 メグとアイくん（2013年3月22日、九州朝日放送） - 北島武史
- ラスト♡シンデレラ 第3話・5話・10話・11話（2013年4月11日 - 6月20日、フジテレビ） - 勇介
- 土曜ワイド劇場「アナザーフェイス〜刑事総務課・大友鉄〜2」（2013年4月20日、朝日放送） - 渋谷博巳
- 震える牛（2013年6月16日 - 7月14日、WOWOW） - 池本功治
- 斉藤さん2 第7話（2013年8月31日、日本テレビ） - 前園慎二
- 金田一耕助VS明智小五郎（2013年9月23日、フジテレビ） - 善池喜一郎
- 水曜ミステリー9「森村誠一サスペンス・刑事の証明6」（2013年10月9日、テレビ東京） - 曽根崎元哉
- クロコーチ（2013年10月 - 12月、TBS） - 坪倉太一
- テレビ朝日開局55周年記念番組「オリンピックの身代金」（2013年11月30日・12月1日、テレビ朝日） - 倉橋哲男
- 大河ドラマ 軍師官兵衛（2014年1月 - 12月、NHK総合） - 伊吹文四郎
- ウレロ☆未体験少女 第11話（2014年3月21日、テレビ東京） - 下部
- マルホの女〜保険犯罪調査員〜 第7話（2014年5月30日、テレビ東京） - 倉田直也
- アオイホノオ（2014年7月期） - 南マサヒコ
- 独占初告白! 250億騙し取った男たち〜急増・振り込め詐欺! 蟻地獄と化す犯罪組織の全貌公開〜（2014年8月22日、フジテレビ）
- 株価暴落（2014年10月 - 11月、WOWOW） - 田崎周平
- 問題のあるレストラン 第6話（2015年2月19日、フジテレビ）
- 激動! 世紀の大事件 オウム真理教と闘った家族の全記録 地下鉄サリン事件20年（2015年3月20日、フジテレビ）
- 紅白が生まれた日（2015年3月21日、NHK総合） - ディック・ミネ[19]
- ようこそ、わが家へ 第4・5話（2015年、フジテレビ） - 阿久津
- Ｚアイランド～関東極道炎上編～（2015年、dTV） - 市井
- アイムホーム 第5話（2015年5月14日、テレビ朝日） - 松山茂
- 月曜ゴールデン「守護神・ボディーガード 進藤輝4」（2015年7月13日、TBS） - 堂園和也
- 月曜ゴールデン「警視庁南平班〜七人の刑事〜8」（2015年8月3日、TBS） - 榊原直也
- 水曜ミステリー9「検事・沢木正夫3・共犯者」（2015年8月19日、テレビ東京） - 篠田洋介
- 水曜ミステリー9「奥多摩駐在刑事3」（2015年9月16日、テレビ東京） - 神木高志
- HiGH&LOW〜THE STORY OF S.W.O.R.D.〜 シーズン1 第7・8・9・10話 / シーズン2 第9・10話（2015年、日本テレビ） - 右京
- 特捜セブン～警視庁捜査一課7係（2016年2月27日、テレビ朝日） - 馬見塚徹・巡査部長
- AKBホラーナイト アドレナリンの夜 第41話「リメイク」（2016年3月2日、テレビ朝日）
- 歴史ミステリーロマン 幕末維新の謎を解け!（2016年3月27日、BSジャパン） - 週刊誌記者・岩和渕仁
- ドラマスペシャル ゴールドウーマン（2016年5月28日、テレビ朝日） - 小山田
- “くたばれ”坊っちゃん（2016年6月22日、NHK BSP） - 轟宗太[20]
- そして、誰もいなくなった 第1・3・4・5・9話（2016年7月 - 9月、日本テレビ） - 川野瀬猛/偽・藤堂新一
- ヤッさん〜築地発！おいしい事件簿〜 第5話（2016年8月19日、テレビ東京） - 稲盛
- 命売ります 第9話（2018年3月17日、BSジャパン） - 西井猛（小沢澄江の息子）
- 日曜プライム 「温泉若おかみの殺人推理30」（2019年3月3日、テレビ朝日） - 三波刑事

### 映画
- ワイルドスピードX3 TOKYO DRIFT（2006年）[4][21]
- クローズZERO（2007年） - 戸梶勇次
  - クローズZERO II（2009年） - 戸梶勇次
- ノン子36歳（家事手伝い）（2008年）
- 20世紀少年 第2章 最後の希望（2009年）
- イエローキッド（2009年） - 主演・田村
- 今日からヒットマン（2009年） - 田中
- カイジ 人生逆転ゲーム（2009年） - カップルの男性
- ボックス!（2010年）
- 踊る大捜査線 THE MOVIE3 ヤツらを解放せよ!（2010年） - 警視庁捜査員
- 恋の正しい方法は本にも設計図にも載っていない（2010年） - 長谷川修一
- SP THE MOTION PICTURE（2010年） - 倉田
- ハードロマンチッカー（2011年） - パク・ヨンオ
- アフロ田中（2012年） - 村田大介
- プラチナデータ（2013年） - 戸倉稔
- サムライ・ダッシュ（2013年）
- モンスター（2013年）
- リュウセイ（2013年） - 主演・山川享
- ガキ☆ロック（2014年）
- TRASH/トラッシュ（2015年） - 堀田昌樹
- 摂氏100℃の微熱（2015年） - 森島良平
- 表と裏 第一章〜第六章（2015年 - 2016年）全6作 - 主演・民衆党議員 堂前恭一
- ホコリと幻想（2015年） - 原田
- CONFLICT 〜最大の抗争〜（2016年） - 四代目東仁連合総長 マサキ
- HiGH&LOW THE MOVIE   (2016年)  - 右京
- GRAY ZONE（2017年） - 小料理屋「むらさめ」店主 村雨昇一（初代ローンウルフ幹部）
- 追憶（2017年）
- 星降る夜のペット（2017年） - 立木冬彦
- ボーダーライン（2017年） - 広澤克己
- 疵と掟 I・II（2018年） - 鳳凰会ボス呉岱鋼の側近（通訳）

### Vシネマ
- 佐藤健ファーストDVD「My Color」（2008年）短編映画『white sand garden』
- ガチバンVI 野獣降臨（2009年11月20日） - 黒鉄丈
- ザ・代紋（2016年4月8日） - 主演・田代紋次郎
- 修羅の男と家なし少女2（2017年3月3日） - 岡野
- 頂点(てっぺん)（2017年） - 土井方陣
  - 頂点(てっぺん)1・2（2017年7月7日・8月4日） - 神田組若頭補佐
  - 頂点(てっぺん)3（2017年9月1日） - 神田組若頭
- 極道天下布武 第三幕・第四幕・第五幕（2017年10月6日・12月25日・2018年2月25日） - 美濃 堀江組組長 堀江秀政
- 我王伝 第一章（2018年2月25日） - 山本組幹部 平野進
- ギャングシティ 大阪黙示録1・2（2018年6月25日・8月25日） - 裕哉
- 任侠哀歌3（2018年7月25日）
- 外道憤砕1・2（2018年8月25日・9月25日） - 龍文字一家 長谷部組若頭

### 舞台
- 露出狂（2012年7月26日 - 8月4日、パルコ劇場 他） - －佐反町
- SOLID（2013年7月12日 - 21日、赤坂RED/THEATER） - 主役・木戸正一
- AVM（2014年8月7日 - 10日、六本木・俳優座劇場） - 火柱誠
- フレンド —今夜此処での一と殷盛り-（2014年9月26日 - 10月19日、東京グローブ座 他）- 中原中也
- マクベス（2016年6月 - 7月、東京グローブ座） - マクダフ[22]

### バラエティ
- Run for money 逃走中33　新浦島太郎物語 玉手箱と乙姫の罠 （2013年、フジテレビ） - 亀山甲一
- にっぽん原風景紀行（2013年1月4日・11日、BSジャパン）
- ワオ（2014年4月 - 9月、フジテレビ）

### CM
- セガ「ファンタシースターポータブル」
- TOYOTA「NEXT ONE」
- 保険見直し本舗・同窓会編

### CD
- REAL'「ウソツキ」

### ラジオ
- 小栗旬のオールナイトニッポン（2009年3月4日、ニッポン放送）[23]

### 声優
- 池袋ウエストゲートパーク（BeeTV『Beeマンガ』、2011 - 2012年、全30話） - 真島誠（マコト）[24]

### 配信
- YouTube 田村敦のアーシーch セカンドチャンス第13弾（2023年4月22日）

## 戦績

### アマチュアキックボクシング
| キックボクシング 戦績 | キックボクシング 戦績 | キックボクシング 戦績 | キックボクシング 戦績 | キックボクシング 戦績 | キックボクシング 戦績 | キックボクシング 戦績 |
| --------------------- | --------------------- | --------------------- | --------------------- | --------------------- | --------------------- | --------------------- |
| 1 試合                | (T)KO                 | 判定                  | その他                | 引き分け              | 無効試合              |                       |
| 0 勝                  | 0                     | 0                     | 0                     | 0                     | 0                     |                       |
| 1 敗                  | 1                     | 0                     | 0                     | 0                     | 0                     |                       |

| 勝敗 | 対戦相手 | 試合結果 | 大会名 | 開催年月日   |
| ×    | しょうと | 3R KO    | 競拳22 | 2023年1月7日 |

## 受賞歴
- 第65回毎日映画コンクール スポニチグランプリ新人賞（『イエローキッド』）